# Gonatium biimpressum
Gonatium biimpressum är en spindelart som beskrevs av Simon 1884. Gonatium biimpressum ingår i släktet Gonatium och familjen täckvävarspindlar. Inga underarter finns listade i Catalogue of Life.